# Montaignac-Saint-Hippolyte
Montaignac-Saint-Hippolyte era una comuna francesa que estaba situada en el departamento de Corrèze, de la región de Nueva Aquitania, que el 1 de enero de 2022 pasó a formar parte de la comuna nueva de Montaignac-sur-Doustre.

## Historia
En 1835 esta comuna segregó parte de sus terrenos para la creación de la comuna de Chapelle-Spinasse.

## Demografía
| Gráfica de evolución demográfica de Montaignac-Saint-Hippolyte entre 1800 y 2019 |
|                                                                                  |

Los datos demográficos contemplados en este gráfico de la comuna de Montaignac-Saint-Hippolyte se han cogido de 1800 a 1999 de la página francesa EHESS/Cassini, y los demás datos de la página del INSEE.